# Кулеёва, Ирмгард
И́рмгард Кулеёва, немецкий вариант — Ирмгард Куле (н.-луж. Irmgard Kulejowa; нем. Irmgard Kuhlee; 17 августа 1927 года, Берлин, Германия — 9 декабря 2018 года, деревня Любуш, Верхняя Лужица, Германия) — нижнелужицкая народная художница.

## Биография
Родилась в 1927 году в Берлине в нижнелужицкой рабочей семье. В 1934 году поступила в начальную школу в Берлине. В 1938 году после развода родителей вместе с матерью переехала на её родину в деревню Грос-Буков около Шпремберга, Нижняя Лужица. В 1942 году получила неполное среднее образование и в 1943 году вышла замуж за Эвальда Куле и в 1949 году вместе с ним переехала в деревню Тшадов.
В 1948 году получила профессию фотографа. С 1953 по 1956 года трудилась в фотоателье в Шпремберге. С 1956 года преподавала в школьном комбинате. В 1976 году закончила трёхлетнее обучение живописи в вечерней школе в Котбусе и в 1979 году — Высшую изобразительную школу искусств в Дрездене. С 1980 года занималась художественной деятельностью в области дизайна текстильных тканей.
С конца 1970-х годов выставляла свои живописные работы. Написала несколько сотен картин в разной технике живописи.
В 1980 году овдовела. В конце своей жизни проживала в доме престарелых в деревне Любуш, где скончалась в 2018 году.
Награды
- Медаль «За художественное творчество», 1985
- Медаль «За особые заслуги перед городом Шпремберг», 2004

Память
В 2014 году вышел документальный фильм «Meine Modelle müssen leben», посвящённый творчеству Имград Кулеёвой. Этот фильм был удостоен специального приза «Жемчужина Лужицы»